# Sultan Rakhmanov
Sultanbai Saburovitch Rakhmanov (em ucraniano:  Султанбай Сабурович Рахманов, em russo:  Султан Сабурович Рахманов; 6 de julho de 1950, em Turtkul, Uzbequistão – 5 de maio de 2003, em Dnipropetrovsk, Ucrânia) foi um halterofilista da União Soviética.
Rakhmanov ficou em segundo lugar no Campeonato Mundial de 1978, na categoria acima de 110 kg, com 417,5 kg no total (187,5 no arranque mais 230 no arremesso), a frente dos alemães Gerd Bonk, com 410 kg (175+235) e atrás de Jürgen Heuser, também com 417,5 kg (185+232,5), mas que era mais leve.
Nos campeonatos mundiais seguintes ele melhoraria suas marcas. Em 1979 Rakhmanov levantou 430 kg (192,5+237,5), e nos Jogos Olímpicos de Moscou, em 1980, que também contou como Campeonato Mundial, levantou 440 kg (195+245), dessa vez a frente de Jürgen Heuser (410 kg).
Rakhmanov definiu dois recordes mundiais na categoria acima de 110 kg, no arranque. Em 1978, em Kiev, levantou 200,5 kg, superando a marca do búlgaro Khristo Plachkov em 0,5 kg.
Em 1981, em Donezk, levantou 201 kg, superando sua própria marca em 0,5 kg.